# Unai Etxebarria
Unai Etxebarria Arana (Caracas, 21 de noviembre de 1972) es un exciclista venezolano pero que desde su infancia reside en Durango (España), teniendo la doble nacionalidad española y venezolana.

## Trayectoria
Al poseer nacionalidad venezolana solía participar en las competiciones internacionales (Mundiales, Juegos Olímpicos) defendiendo los colores de su país de nacimiento. Esta circunstancia le convirtió en el segundo corredor con nacionalidad no española que corrió para Euskaltel-Euskadi, equipo que sólo acepta corredores formados en la cantera vasca, por detrás del vasco-francés Thierry Elissalde. A partir de 2010 otro vasco-francés, Romain Sicard, campeón del Mundo sub-23, se convirtió en el tercer ciclista no español de la Fundación Euskadi.
Debutó como profesional en 1997 con el equipo Euskadi. Su mejor actuación como profesional fue un triunfo de etapa en la Vuelta a España 2003, con final en Burgos.
A pesar de ser rodador también consiguió buenas actuaciones en carreras a priori no adecuadas para sus características, por ejemplo en carreras montañosas, con un sexto puesto en clasificación general de la de la Dauphiné Libéré (donde ganó una etapa tras ascender el Mont Ventoux y además siendo sexto en la contrarreloj larga) y con un sexto puesto en la Clásica de los Alpes en 2001; y en la clásica de terreno accidentado, con final en el Muro de Huy, de la Flecha Valona con un segundo y cuarto puesto en las ediciones del 2002 y 2003 respectivamente.
Se retiró a finales de 2007 en Euskaltel, después de diez años de profesional.

## Palmarés
| 1998 - 2 etapas de la Vuelta a Portugal 2000 - 1 etapa de la Semana Catalana - Klasika Primavera 2001 - 1 etapa de la Dauphiné Libéré | 2003 - 1 etapa de la Vuelta a España 2004 - 1 trofeo de la Challenge a Mallorca (Trofeo Calviá) - G. P. Llodio 2007 - 1 trofeo de la Challenge a Mallorca (Trofeo Calviá) |

## Resultados en Grandes Vueltas y Campeonatos del Mundo
| Carrera         | Carrera         | 1996 | 1997 | 1998 | 1999 | 2000 | 2001 | 2002  | 2003  | 2004 | 2005  | 2006  | 2007 |
| --------------- | --------------- | ---- | ---- | ---- | ---- | ---- | ---- | ----- | ----- | ---- | ----- | ----- | ---- |
|                 | Giro de Italia  | —    | —    | —    | —    | —    | —    | —     | —     | —    | 145.º | —     | —    |
|                 | Tour de Francia | —    | —    | —    | —    | —    | 88.º | 141.º | F. c. | 91.º | 150.º | 125.º | —    |
|                 | Vuelta a España | —    | —    | 42.º | 98.º | Ab.  | —    | —     | 54.º  | —    | —     | —     | —    |
| Mundial en Ruta | Mundial en Ruta | —    | —    | —    | —    | —    | —    | —     | —     | —    | —     | —     | 39.º |

—: no participa
Ab.: abandono
F. c.: fuera de control

## Equipos
- Euskadi (1996-2007)
  - Euskadi (1996-1997)
  - Euskaltel-Euskadi (1998-2007)